# 朝阳乡 (肇州县)
朝阳乡，是中华人民共和国黑龙江省大庆市肇州县下辖的一个乡镇级行政单位。

## 行政区划
朝阳乡下辖以下地区：
朝阳村、永强村、向阳村、共和村、新荣村、振兴村和三合村。